# Janusz Pyciak-Peciak
Janusz Gerard Pyciak-Peciak (Varsóvia, 9 de fevereiro de 1949) é um ex-pentatleta polaco, campeão olímpico e pentacampeão mundial. 

## Carreira
Janusz Pyciak-Peciak representou seu país nos Jogos Olímpicos de 1972, 1976 e 1980, na qual conquistou a medalha de ouro, no pentatlo moderno no individual em 1976. 

## Prêmios
Foi eleito personalidade esportiva do ano da Polônia, em 1977 e 1981.